# Jorge Stranges
Jorge Adrián Stranges (Rosario, Santa Fe, Argentina, 16 de febrero de 1969) es un exfutbolista argentino. Se desempeñaba como delantero y tuvo una extensa carrera deportiva.

## Trayectoria
| Club                                        | País      | Año       |
| ------------------------------------------- | --------- | --------- |
| Los Andes                                   | Argentina | 1991-1992 |
| Sarmiento (Junín)                           | Argentina | 1992-1993 |
| Gimnasia y Esgrima (La Plata)               | Argentina | 1993-1994 |
| Sarmiento (Junín)                           | Argentina | 1994-1995 |
| Talleres (RdE)                              | Argentina | 1995-1996 |
| San Martín (San Juan)                       | Argentina | 1996-1997 |
| Gimnasia y Esgrima (Concepción del Uruguay) | Argentina | 1997-1999 |
| Defensa y Justicia                          | Argentina | 1999-2000 |
| Temperley                                   | Argentina | 2000-2002 |
| San Telmo                                   | Argentina | 2002-2003 |
| Alvarado (Mar del Plata)                    | Argentina | 2003-2004 |